# جنادة بن حارث سلمانی
جناده بن حارث سلمانی ازدی از یاران حسین بن علی در واقعه عاشورا بود که در نبرد روز عاشورا توسط سپاهیان سعد کشته شد.